# Anna Paola Concia
Anna Paola Concia (Avezzano, 4 luglio 1963) è una politica e attivista italiana, deputata del Partito Democratico nella XVI legislatura.

## Biografia
Ha studiato all'ISEF dell'Aquila. Ha cominciato a fare politica negli anni ottanta nel Partito Comunista Italiano, passando poi al Partito Democratico della Sinistra, in seguito ai Democratici di Sinistra (per i quali è stata responsabile per lo sport) ed infine al Partito Democratico.
Nel 1998 è stata fra le fondatrici in Italia dell'associazione Emily, che sostiene l'impegno in politica delle donne.
Dopo aver fatto coming out, nel 2000, ha iniziato ad impegnarsi per i diritti civili di lesbiche, gay, bisessuali e transgender. In seguito è diventata portavoce e componente del direttivo nazionale di Gayleft, la consulta LGBT dei DS. Poi ha assunto il ruolo di portavoce del tavolo nazionale LGBT del PD. È stata una dei primi deputati dichiaratamente omosessuale nella storia d'Italia.
Alle elezioni politiche del 2008 è stata candidata in Puglia per il PD, suscitando alcune critiche. Il 4 giugno 2008 ha presentato alla Camera dei deputati, insieme ai parlamentari del PD Barbara Pollastrini e Gianni Cuperlo, la proposta di legge Misure contro gli atti persecutori e contro la discriminazione e la violenza determinate dall'orientamento sessuale o dall'identità di genere. Ad agosto dello stesso anno si presentò tra i controfirmatari del progetto di legge n. 1606 denominato Disposizioni in materia di consenso informato e di dichiarazioni di volontà anticipate nei trattamenti sanitari al fine di evitare l'accanimento terapeutico, nonché in materia di cure palliative e di terapia del dolore.
Il 23 giugno 2009 è stata protagonista assieme al parlamentare PD Jean-Léonard Touadi di una campagna ARCI contro le discriminazioni e il razzismo.

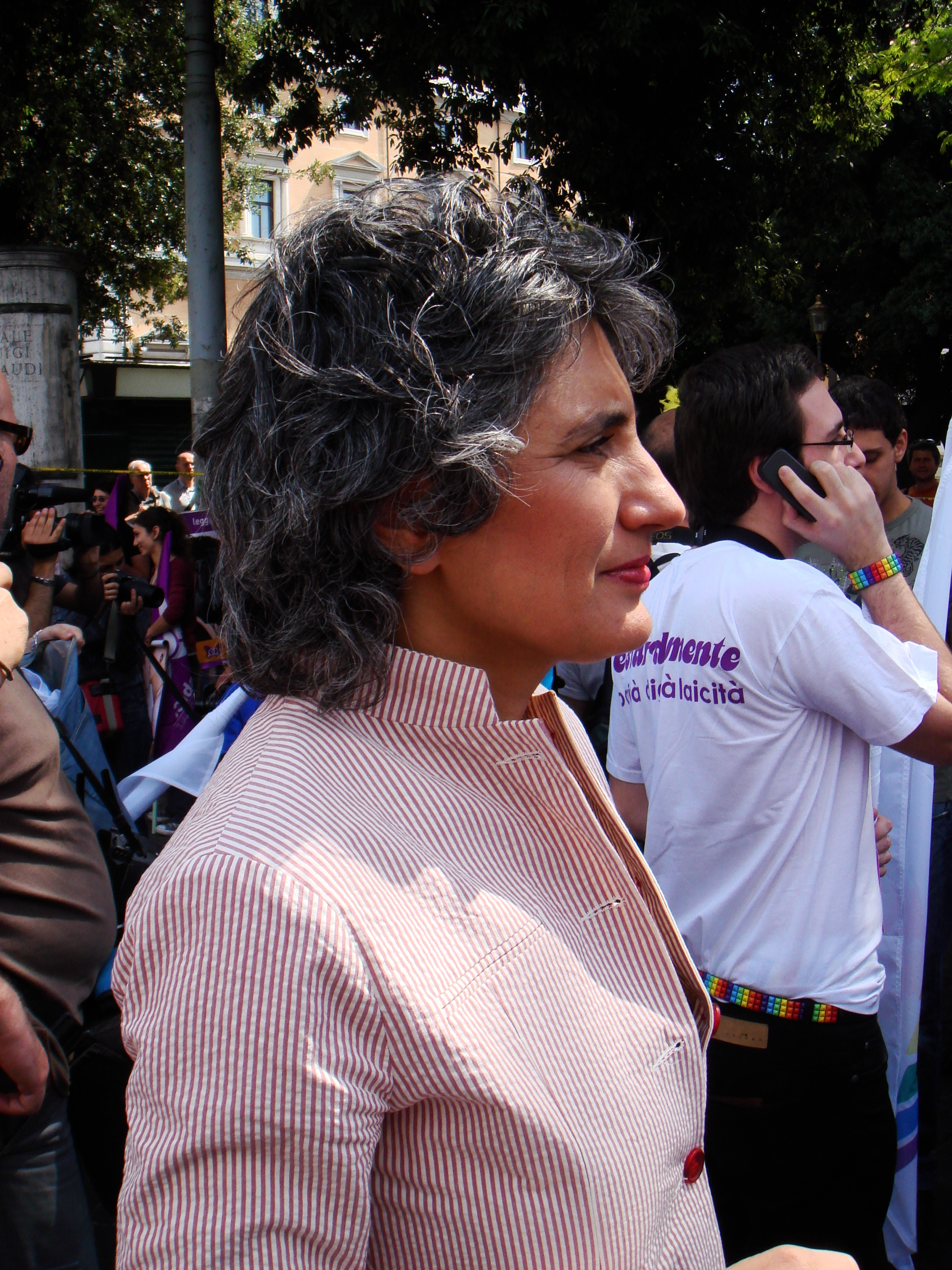
Anna Paola Concia al Pride di Roma del 2008

Il 30 settembre 2009 ha partecipato ad un tavolo di confronto sui diritti civili organizzato da CasaPound: per tale decisione ha ricevuto molti attacchi politici da sinistra e nel giugno 2010 è stata contestata violentemente al Pride di Napoli da un gruppo di appartenenti ai centri sociali. Sempre nel 2009, è stata nominata presidente del Forum Diritti del Partito Democratico dal 2009 dall'allora segretario nazionale Pier Luigi Bersani, in rappresentanza della mozione Marino.
Il 2 ottobre 2009, la commissione giustizia della Camera dei deputati ha adottato un testo base, presentato da Anna Paola Concia e costituito da un singolo articolo, che tra le circostanze aggravanti comuni previste dall'articolo 61 del codice penale inseriva anche quella inerente all'orientamento sessuale. Tale testo è stato poi bocciato il 13 ottobre 2009 dalla maggioranza di governo su una pregiudiziale di costituzionalità sollevata dall'Unione di Centro.

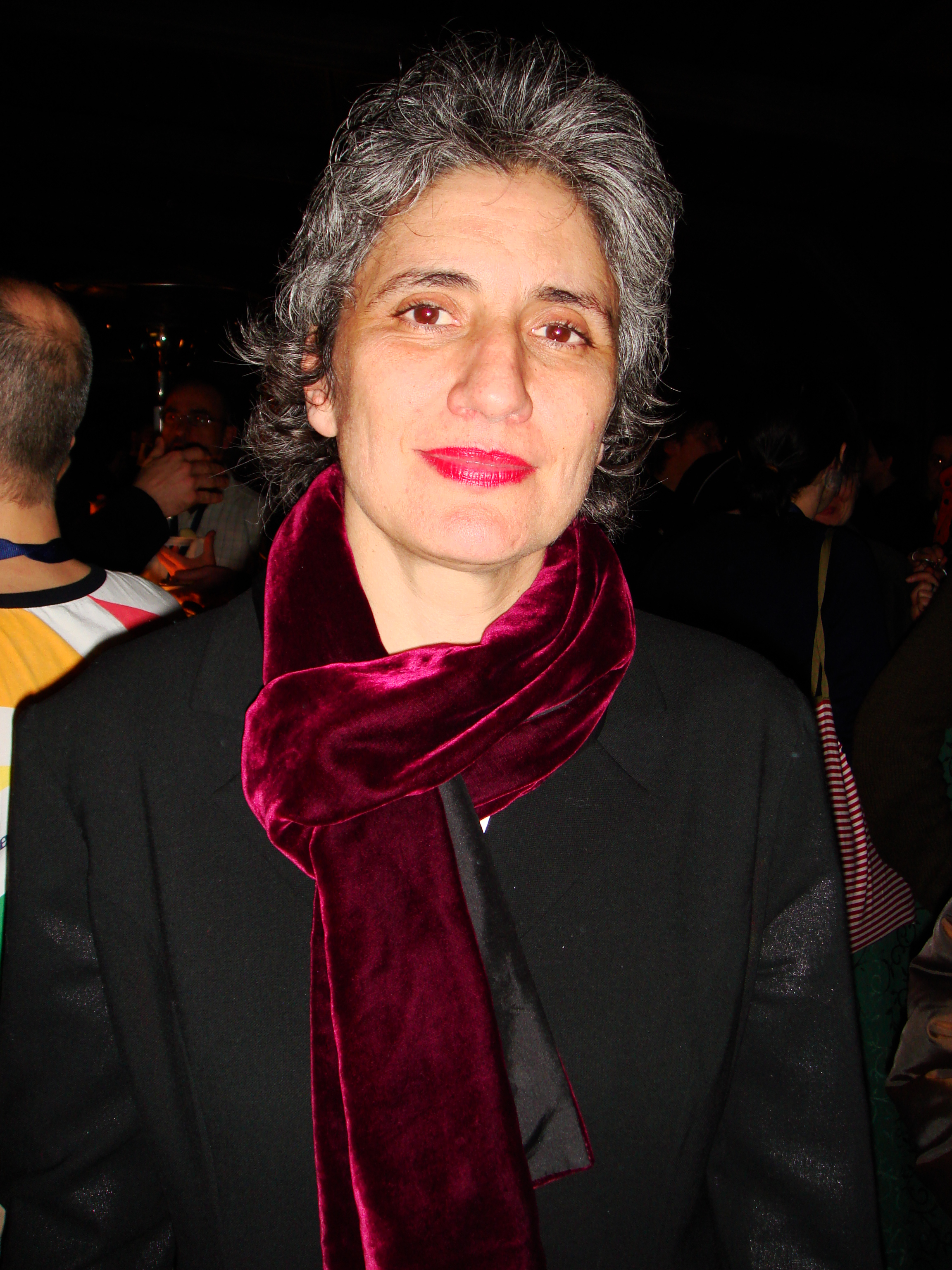
Anna Paola Concia nel 2008

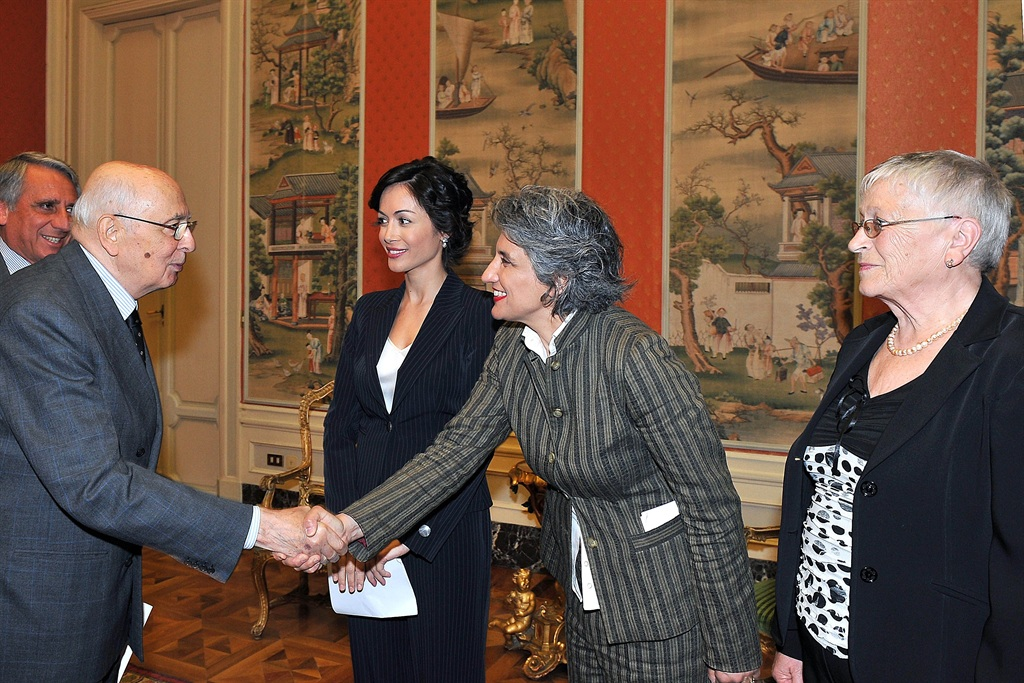
Paola Concia stringe la mano al Presidente della repubblica Giorgio Napolitano al Quirinale in occasione della Giornata mondiale contro l'omofobia e la transfobia del 2010 alla presenza del ministro per le pari opportunità Mara Carfagna.

Nel maggio 2011 Concia ha presentato una nuova versione della proposta di legge che prevedeva l'aggravante per i reati con movente omofobo; nonostante l'appoggio dell'allora ministro per le pari opportunità Mara Carfagna, che aveva anche collaborato alla stesura del testo, la Commissione ha bocciato nuovamente la proposta. In seguito a questo ennesimo rifiuto, la Concia ha dato le dimissioni da relatrice della proposta di legge.
Alle elezioni politiche del 2013 è candidata per il Senato in Abruzzo, numero tre della lista PD dietro a Stefania Pezzopane e a Franco Marini, risultando tuttavia non rieletta. Si è trasferita quindi a Francoforte, lavorando come consulente per ITKAM, la Camera di Commercio Italiana per la Germania, occupandosi di business development e promozione delle aziende italiane all'estero.
A settembre 2015 entra nel consiglio d'amministrazione di Firenze Fiera, designata dalla Camera di Commercio di Firenze. Nella primavera 2016 si candida con il PD a sostegno di Roberto Giachetti per le elezioni comunali di Roma e ottiene 2282 preferenze, senza essere eletta.
A febbraio 2017 viene nominata dal sindaco Dario Nardella assessore del comune di Firenze, succedendo a Nicoletta Mantovani, con delega per cooperazione e relazioni internazionali, fiere, congressi, marketing territoriale, attrazione di investimenti e turismo. Nel luglio del 2018 viene sostituita dal sindaco Nardella.
Nel 2019 è coordinatrice del comitato organizzatore Didacta Italia 2019, la fiera sul mondo della scuola, dedicata a Leonardo da Vinci. La manifestazione è inserita dal MIUR fra gli eventi previsti dal piano pluriennale di formazione docenti. 
Nell'Agosto 2020 diventa consigliere di amministrazione dell'azienda "WE SCHOOL". 
Nel dicembre del 2023 il ministro dell’istruzione Giuseppe Valditara la nomina coordinatrice del progetto per le scuole “Educare alle relazioni” creando malumori nel governo di centro-destra di cui fa parte e venendo criticato da esponenti del suo stesso partito, la Lega. Perciò dopo pochi giorni il ministro Valditara la solleva dall'incarico.

### Vita privata
Il 5 agosto 2011 si è unita civilmente con la sua compagna, la criminologa tedesca Ricarda Trautmann. La cerimonia si è svolta nella città tedesca di Francoforte con amici e parenti.
L'unione civile di una parlamentare dichiaratamente omosessuale è stata definita dalla stampa italiana "matrimonio" e ha sollevato alcune polemiche politiche. Dopo l'unione Ricarda Trautmann ha assunto il cognome della Concia. Nell'ottobre 2012 la coppia ha presentato un ricorso presso il tribunale civile di Roma per chiedere che l'unione fosse formalmente riconosciuta anche in Italia; la richiesta è stata respinta dal tribunale, e Concia ha annunciato ricorso presso la Corte europea dei diritti dell'uomo.

### Annotazioni
1. ↑  Il Partito Democratico annunciò di volerla portare ugualmente in Parlamento e il ministro Carfagna dichiarò che avrebbe votato a favore, andando contro la linea del PdL; la proposta di legge arrivò alla Camera dei deputati il 26 luglio 2011, ma venne affossata dal voto favorevole alla pregiudiziale di costituzionalità presentata da maggioranza di centrodestra e UdC, nonostante il sostegno del PD e delle altre opposizioni; il ministro Carfagna si astenne dal voto.

### Fonti
1. 1 2   Lello Parise, Il pm-scrittore e l'omosex dichiarata 'Noi, la strana coppia del Pd', su ricerca.repubblica.it, la Repubblica, 9 aprile 2008. URL consultato il 14 ottobre 2009.
2. 1 2   Giovanna Vitale, 'Io, omosessuale catapultata nella Puglia della tolleranza', su ricerca.repubblica.it, la Repubblica, 7 marzo 2008. URL consultato il 24 maggio 2008.
3. ↑   Anna Paola Concia, su Partito Democratico. URL consultato il 2 maggio 2016 (archiviato dall'url originale l'11 ottobre 2016).
4. ↑   Gayleft: Benedino e Concia eletti portavoce, Gay.it, 16 gennaio 2006. URL consultato il 2 maggio 2016.
5. ↑   Anna Paola Concia: chi è?, su gay.it, 15 aprile 2008. URL consultato il 24 maggio 2008.
6. ↑   Roberto Zuccolini, «Corsa» ai candidati gay Sfida tra Pd e sinistra, su archiviostorico.corriere.it, Corriere della Sera, 29 febbraio 2008. URL consultato il 24 maggio 2008 (archiviato dall'url originale il 4 dicembre 2009).
7. ↑   L'Arcigay: votiamo solo chi ci sostiene, mai Rutelli, su ricerca.repubblica.it, Corriere della Sera, 2 marzo 2008. URL consultato il 24 maggio 2008.
8. ↑   Arci: campagna contro le discriminazioni, su Ostinatamente ZVen. URL consultato il 30 giugno 2009.
9. ↑   Concia (Pd): Accetto con piacere l’invito di CasaPound, su JulieNews.itdata=25 settembre 2009. URL consultato il 2 maggio 2016.
10. ↑   Paola Concia, solidarietà dopo le contestazioni al Gay Pride, 27 giugno 2010. URL consultato il 2 maggio 2006.
11. ↑   Omofobia, affossata la legge. Il Pdl la blocca, polemiche nel Pd, su repubblica.it, 13 ottobre 2009. URL consultato il 15 ottobre 2009.
12. ↑  Stop a legge contro omofobia "Incostituzionale la norma sui gay" - Repubblica.it
13. ↑   ELEZIONI: LEGNINI E PEZZOPANE CAPILISTA, I 21 CANDIDATI DEL PD, Abruzzo Web, 8 gennaio 2013. URL consultato il 2 maggio 2016 (archiviato dall'url originale l'8 novembre 2017).
14. ↑   Elezioni 2013. Fini, Ingroia, Di Pietro, Giannino, Bonino, Concia…gli esclusi, Blitz quotidiano, 26 febbraio 2013. URL consultato il 2 maggio 2016.
15. ↑   Anna Paola Concia, La Germania è il nostro miglior partner commerciale, Il Rottamatore, 17 marzo 2015. URL consultato il 2 maggio 2016 (archiviato dall'url originale il 2 giugno 2016).
16. ↑   Emiliano Fittipaldi, Vedi Renzi e poi lavori: il trionfo dei fedelissimi, su L'Espresso, 28 settembre 2015. URL consultato il 2 maggio 2016.
17. 1 2   Cecilia Mussini, Dall’Italia alla Germania e ritorno. Intervista a Paola Concia, su Gli Stati Generali, 2 maggio 2016. URL consultato il 3 maggio 2016.
18. ↑   Elezioni Roma 2016, Pd: le preferenze ai candidati, su RomaToday, 7 giugno 2016. URL consultato il 23 giugno 2017.
19. ↑   Paola Concia nuova assessora a Firenze: si occuperà di turismo e relazioni internazionali, su Repubblica.it, 11 febbraio 2017. URL consultato il 29 ottobre 2017.
20. ↑   La Giunta comunale, su Città di Firenze. URL consultato il 7 novembre 2017.
21. ↑   Giunta, il sindaco ha annunciato la nuova composizione, su Città di Firenze. URL consultato il 13 settembre 2018.
22. ↑   Massimo Ferraro, Concia nominata coordinatrice di Educare alle relazioni, Lega e Fratelli d'Italia contro Valditara: «Scelta divisiva, va revocata», su Open, 8 dicembre 2023. URL consultato il 9 dicembre 2023.
23. ↑   Valditara pronto a revocare la nomina di Concia, decisive le pressioni da Lega e Fdi, su La Stampa, 9 dicembre 2023. URL consultato il 9 dicembre 2023.
24. ↑   T. Sabbadini, Il matrimonio di Paola Concia, Vanity Fair, 5 agosto 2011. URL consultato il 2 maggio 2016.
25. ↑   Marianna Gianforte, Anna Paola Concia: ho sposato Ricarda ma in Italia non vale, Il Centro, 25 agosto 2013. URL consultato il 7 febbraio 2018.
26. ↑   Gay, riconoscimento unioni. Concia fa ricorso in tribunale, La Repubblica, 3 ottobre 2012. URL consultato il 2 maggio 2016.
27. ↑   Gay: tribunale Roma nega trascrizione nozze Paola e Ricarda Concia, ricorso in sede Ue, Adnkronos, 11 febbraio 2013. URL consultato il 2 maggio 2016 (archiviato dall'url originale il 4 marzo 2016).